# Función rectangular
La función rectangular (también llamada función ventana unitaria o pulso unitario) se define como:

{\displaystyle \mathrm {rect} (t)=\Pi (t)={\begin{cases}0&{\mbox{si }}|t|>{\frac {1}{2}}\\{\frac {1}{2}}&{\mbox{si }}|t|={\frac {1}{2}}\\1&{\mbox{si }}|t|<{\frac {1}{2}}.\\\end{cases}}}

Algunas definiciones alternativas establecen {\displaystyle \mathrm {rect} (\pm {\tfrac {1}{2}})} igual a 0, a 1 o lo dejan sin definir. 

## Relación con la función ventana
La función rectangular es un caso particular de función ventana:

{\displaystyle \operatorname {rect} \left({\frac {t-X}{Y}}\right)=H(t-X+Y/2)-H(t-X-Y/2)}

donde la función está centrada tanto en X como en Y y {\displaystyle H(\cdot )} es la función unitaria de Heaviside.

## Relación con la función triangular
La función triangular puede definirse como el producto de convolución de dos funciones rectangulares:

{\displaystyle \mathrm {tri} (t)=\mathrm {rect} (t)*\mathrm {rect} (t).\,}

## Transformada de Fourier de la función rectangular

Gráfico de la función sinc(x) que sirve para ilustrar el espectro frecuencial de la señal rectangular periódica

La Transformada Unitaria de Fourier de la función rectangular es expresada mediante estas ecuaciones:
{\displaystyle \int _{-\infty }^{\infty }\mathrm {rect} (t)\cdot e^{-i2\pi ft}\,dt={\frac {\sin(\pi f)}{\pi f}}=\mathrm {sinc} (f),\,}
en la cual se usa la frecuencia {\displaystyle \displaystyle f}
y:
{\displaystyle {\frac {1}{\sqrt {2\pi }}}\int _{-\infty }^{\infty }\mathrm {rect} (t)\cdot e^{-i\omega t}\,dt={\frac {1}{\sqrt {2\pi }}}\cdot \mathrm {sinc} \left({\frac {\omega }{2\pi }}\right)}
donde: 
{\displaystyle \omega }: frecuencia angular 

Debe tenerse en cuenta que, aunque la definición de la función de impulsos sólo está motivada por la experiencia de dominio de tiempo de la misma, no hay razón para creer que la interpretación oscilatoria de su función transformada debe ser intuitiva. Sin embargo, algunos aspectos del resultado teórico se pueden entender de manera intuitiva, como el requisito de ancho de banda infinito de la señal rectangular periódica, debido a las transiciones abruptas entre un estado bajo y otro alto, en la definición del dominio de tiempo.

## Uso en probabilidad
La visualización de la función rectangular como una función de densidad de probabilidad, es un caso especial de la distribución uniforme continua con {\displaystyle a,b=-{\frac {1}{2}},{\frac {1}{2}}}. La función característica es:
{\displaystyle \varphi (k)={\frac {\sin(k/2)}{k/2}},\,}
y su Función generadora de momentos es:
{\displaystyle M(k)={\frac {\mathrm {sinh} (k/2)}{k/2}},\,}
en la cual {\displaystyle \mathrm {sinh} (t)} es la función seno hiperbólico.

## Aproximación racional
La función de pulso rectangular también puede ser expresada como el límite de una función racional:
{\displaystyle \Pi (t)=\lim _{n\rightarrow \infty ,n\in \mathbb {(} Z)}{\frac {1}{(2t)^{2n}+1}}}

### Demostración
Primero, se considera el caso en que {\displaystyle \scriptstyle |t|<{\frac {1}{2}}}. Observe que el término {\displaystyle \scriptstyle (2t)^{2n}} es siempre positivo para todo número entero {\displaystyle n} y se aproxima a cero para valores grandes de {\displaystyle \scriptstyle n} ya que {\displaystyle \scriptstyle 2t<1}.
De esto se sigue que:
{\displaystyle \lim _{n\rightarrow \infty ,n\in \mathbb {(} Z)}{\frac {1}{(2t)^{2n}+1}}={\frac {1}{0+1}}=1,|t|<{\frac {1}{2}}}
En segundo lugar, se considera el caso en el {\displaystyle \scriptstyle |t|>{\frac {1}{2}}}. También en este caso {\displaystyle \scriptstyle (2t)^{2n}} siempre es positiva. Sin embargo, {\displaystyle 2t>1} y por lo tanto {\displaystyle \scriptstyle (2t)^{2n}} crece sin límite para los valores grandes de {\displaystyle n}.
De aquí se concluye que:
{\displaystyle \lim _{n\rightarrow \infty ,n\in \mathbb {(} Z)}{\frac {1}{(2t)^{2n}+1}}={\frac {1}{+\infty +1}}=0,|t|>{\frac {1}{2}}}
En tercer lugar, se considera el caso en el que {\displaystyle \scriptstyle |t|={\frac {1}{2}}}. Sustituyendo este valor en la ecuación, se obtiene:
{\displaystyle \lim _{n\rightarrow \infty ,n\in \mathbb {(} Z)}{\frac {1}{(2t)^{2n}+1}}=\lim _{n\rightarrow \infty ,n\in \mathbb {(} Z)}{\frac {1}{1^{2n}+1}}={\frac {1}{1+1}}={\frac {1}{2}}}

Puede verse que esto satisface la definición de la función de pulso.
{\displaystyle \therefore \Pi (t)=\lim _{n\rightarrow \infty ,n\in \mathbb {(} Z)}{\frac {1}{(2t)^{2n}+1}}={\begin{cases}0&{\mbox{si }}|t|>{\frac {1}{2}}\\{\frac {1}{2}}&{\mbox{si }}|t|={\frac {1}{2}}\\1&{\mbox{si }}|t|<{\frac {1}{2}}\\\end{cases}}}